# San Matías, Tamaulipas
San Matías är en ort i Mexiko.   Den ligger i kommunen Hidalgo och delstaten Tamaulipas, i den centrala delen av landet, 500 km norr om huvudstaden Mexico City. San Matías ligger 380 meter över havet och antalet invånare är 108.
Terrängen runt San Matías är lite kuperad. Runt San Matías är det glesbefolkat, med 9 invånare per kvadratkilometer. Närmaste större samhälle är Barbosa, 5,8 km söder om San Matías. Omgivningarna runt San Matías är en mosaik av jordbruksmark och naturlig växtlighet.